# Distinguished Intelligence Medal
La Distinguished Intelligence Medal è un'onorificenza assegnata dalla CIA come ricompensa a servizi di altissima ed eccezionale importanza nei confronti del governo degli Stati Uniti d'America.